# Lost in America
Lost in America är en amerikansk satirisk komedifilm från 1985 i regi av Albert Brooks.

## Rollista i urval
- Albert Brooks – David Howard
- Julie Hagerty – Linda Howard
- Maggie Roswell – Patty
- Michael Greene – Paul Dunn
- Garry Marshall – Casinoägaren
- Art Frankel – Anställningsagenten